# Formosotoxotus takaoi
Formosotoxotus takaoi är en skalbaggsart som beskrevs av Tatsuya Niisato 1996. Formosotoxotus takaoi ingår i släktet Formosotoxotus och familjen långhorningar. Inga underarter finns listade i Catalogue of Life.